# Anna Oxa
Anna Oxa, właśc. Iliriana Hoxha (ur. 28 kwietnia 1961 w Bari, prowincja Bari, region Apulia) – włoska piosenkarka, aktorka i prezenterka telewizyjna pochodzenia albańskiego, dwukrotna zwyciężczyni Festiwalu Piosenki Włoskiej w San Remo (w 1989 z piosenką „Ti Lascerò”, wykonaną w duecie z Faustem Lealim i w 1999 z piosenką „Senza pietà”), reprezentantka Włoch podczas finału 34. Konkursu Piosenki Eurowizji w 1989 z piosenką „Avrei voluto”, wykonaną wspólnie z Fausto Lealim.
Nazywana „la voce e il cuore” (“głos i serce”).

## Życiorys

### Lata 70.
Iliriana Hoxha urodziła się jako córka Albańczyka i Włoszki. Dzięki ojcu spokrewniona jest z Enverem Hoxhą. Zadebiutowała w wieku 15 lat piosenką „Fiorellin del prato”. W 1978 roku zadebiutowała na Festiwalu w San Remo z piosenką Ivana Fossatiego „Un’emozione da poco”, zajmując 2. miejsce. Potem uczestniczyła w turnieju piosenkarskim Festivalbar z piosenką „Fatelo con me”, również skomponowaną przez Fossatiego. W tym samym roku wydała swój debiutancki album, Oxanna. W 1979 roku wydała kolejny album, Anna Oxa, a 1980 roku EP-kę, Controllo totale. W 1979 roku wystąpiła w filmie Maschio, femmina, fiore, frutto w reżyserii Ruggera Mitiego.

### Lata 80.
W 1982 roku zakończyła współpracę ze swoją pierwszą wytwórnią płytową i podpisała kontrakt z CBS. Uczestniczyła w Festiwalu w San Remo w 1982 roku z piosenką „Io no”, napisaną przez Mario Lavezziego. W kolejnych latach kilkakrotnie powracała na Festiwal w San Remo. Przez dwa lata prowadziła, wspólnie z Enrico Montesano i Massimo Ranierim program telewizyjny Fantastico.
W 1989 roku podczas swego 7. startu w Festiwalu w San Remo odniosła zwycięstwo wykonując w duecie z Faustem Lealim piosenkę „Ti lascerò”. W tym samym roku podczas finału 34. Konkursu Piosenki Eurowizji artystka wspólnie z Faustem Lealim wykonała piosenkę „Avrei voluto” (autorzy: Franco Fasano - Franco Ciani - Franco Berlincioni), która zdobyła 56 punktów zajmując 9. miejsce. W tym samym roku wydała również album Tutti i brividi del mondo, na którym znalazła się piosenka tytułowa oraz piosenka „Avrei voluto”.

### Lata 90.
W 1990 roku ponownie wystąpiła w San Remo zastępując w ostatniej chwili Patty Pravo, która zrezygnowała z wykonania piosenki „Donna con te”. W 1991 roku wydała swój pierwszy album na żywo, będący zapisem jej wspólnych występów z zespołem New Trolls, z którym od pewnego czasu koncertowała. W latach 1993 i 1994 śpiewała głównie covery włoskich piosenkarzy-kompozytorów. Wydała dwa albumy z tego typu piosenkami. Na pierwszym z nich, zatytułowanym Cantautori artystka zaprezentowała 10 utworów skomponowanych między innymi przez takich piosenkarzy jak: Lucio Battisti („Prendila così”, Lucio Dalla („Futura”), Pino Daniele („Anna verrà”), Giorgio Gaber („Si può”), Francesco De Gregori („Bellamore”), Claudio Baglioni („Avrai”), Zucchero („Diamante”) i Fabrizio De André („Bocca di Rosa”). Na drugim, wydanym jako CD, zatytułowanym Canta autori znalazło się również 10 piosenek, między innymi: Lucia Dalli („Washington”), Claudia Baglioniego („Mille giorni di te e di me”), Ivana Fossatiego („Questi posti davanti al mare”), Lucia Battistiego („Con il nastro rosa”, Pina Daniele („Quando”), Francesca De Gregori („La storia”) i Freda Buscaglione (Eri piccola così). W 1996 roku ukazał się album Anna non si lascia, zawierający nie wydane wcześniej piosenki artystki. W 1999 roku Anna Oxa wygrała po raz 2. Festiwal w San Remo, tym razem indywidualnie, z piosenką „Senza pietà”.

### XXI wiek
W 2001 roku, wystąpiła po raz 11. w San Remo, gdzie przedstawiła piosenkę „Eterno movimento”, która dala tytuł jej późniejszemu albumowi. Pod koniec roku wzięła udział w telewizyjnym show Torno sabato. W 2003 roku wystąpiła po raz 12. w San Remo wykonując piosenkę „Cambierò”. Przez kolejne dwa lata dawała koncerty na żywo, a w 2006 roku wystąpiła po raz 13 w San Remo prezentując piosenkę „Processo a me stessa”, która jednak przepadła w eliminacjach. Wydała album koncertowy La musica è niente se tu non hai vissuto. W 2010 roku wydała swój ostatni jak dotąd (listopad 2015) album, Proxima. Pod koniec grudnia zgłosiła swój udział w Festiwalu w San Remo 2011 roku, ale jej piosenka „La mia anima d’uomo” przepadła w eliminacjach.

## Dyskografia
Anna Oxa nagrała 22 albumy oraz 60 singli i EP-ek.

### Albumy
- 1978 – Oxanna
- 1979 – Anna Oxa
- 1980 – Controllo totale
- 1983 – Pe sognare per cantare per ballare
- 1984 – La mia corsa
- 1985 – Oxa
- 1986 – È tutto un attimo
- 1988 – Fantastica
- 1988 – Pensami per te
- 1989 – Tutti i brividi del mondo
- 1990 – Live con New Trolls (koncertowy)
- 1992 – Di questa vita
- 1993 – Dodipetto
- 1993 – Cantautori
- 1994 – Canta autori
- 1996 – Anna non si lascia
- 1999 – Senza pietà
- 1999 – Sin compasión
- 2001 – L'eterno movimento
- 2003 – Ho un sogno
- 2006 – La musica è niente se tu non hai vissuto
- 2010 – Proxima

### Single
- 1978 – „Fatelo con me”/„Pelle di serpente”
- 1978 – „Un'emozione da poco”/„Questa è vita” („Livin' Thing”)
- 1978 – „Il mio amore” (Schola cantorum)/„Un'emozione da poco” (Anna Oxa)
- 1978 – „Fatelo con me” (Anna Oxa)/„Ramadan” (Ricky Shayne)
- 1979 – „Pagliaccio azzurro” (Anna Oxa)/„Ma niente più” (Stefano Rosso) (singel promo, nie do sprzedaży)
- 1979 – „Il pagliaccio azzurro”/„La sonnambula”
- 1980 – „Controllo totale”/ „Metropolitana”
- 1980 – „Controllo totale” (Anna Oxa)/„Brass in Pocket” (The Pretenders) (singel promo, nie do sprzedaży)
- 1981 – „Toledo”/„Proprio tu”
- 1982 – „Io no”/„Cammina”
- 1982 – „Fammi ridere un po'” (Anna Oxa)/„Only Time Will Tell” (Asia)
- 1982 – „Una rosa blu” (Michele Zarillo)/„Io no” (Anna Oxa) (singel promo, nie do sprzedaży)
- 1982 – „Fammi ridere un po'”/„Ed Anna pensò”
- 1983 – „Senza di me”/„Hi-Fi”
- 1983 – „Computer capriccio” (Alberto Camerini)/„Senza di me” (Anna Oxa) (singel promo, nie do sprzedaży)
- 1984 – „Girls Just Want To Have Fun” (Cyndi Lauper)/„ Eclissi totale” (Anna Oxa) (singel promo, nie do sprzedaży)
- 1984 – „La bottega del caffè” (Alberto Camerini)/„Non scendo” (Anna Oxa) (singel promo, nie do sprzedaży)
- 1984 – „Eclissi totale”/„Tornerai”
- 1984 – „Non scendo”/„Primo amore come stai”
- 1985 – „A lei”/„Piccola piccola fantasia”
- 1985 – „ Parlami” (Anna Oxa)/„I Wanna Hear It From Your Lips” (Eric Carmen)
- 1985 – „Grande Joe” (Banco del Mutuo Soccorso)/„A lei” (Anna Oxa)
- 1985 – „Parlami”/„Piccola piccola fantasia”
- 1986 – „È tutto un attimo” (Anna Oxa)/„When Love Breaks Down” (Prefab Sprout) (singel promo, nie do sprzedaży)
- 1986 – „La verità” (Marcella Bella)/„L'ultima città” (Anna Oxa) (singel promo, nie do sprzedaży)
- 1986 – „È tutto un attimo”/„Tenera immagine”
- 1988 – „Quando nasce un amore”/„Estensione”
- 1988 – „Tu non ridi più”/„Pensami per te”
- 1988 – „Quando nasce un amore” (Anna Oxa)/„Le notti di maggio” (Fiorella Mannoia) (singel promo, nie do sprzedaży)
- 1989 – „Avrei voluto”/„Avrei voluto” (instrumental) (z Faustem Lealim)
- 1989 – „Ti lascerò”/„Ti lascerò” (instrumental) (z Faustem Lealim)
- 1989 – „Ti lascerò” (Anna Oxa & Fausto Leali)/„E quel giorno non mi perderai più” (Franco Fasano) (singel promo, nie do sprzedaży)
- 1989 – „Tutti i brividi del mondo”/„Telefonami”
- 1989 – „Tutti i brividi del mondo” (Anna Oxa)/„Lambada” (Kaoma) (singel promo, nie do sprzedaży)
- 1990 – „Donna con te”/„Donna con te” (istrumental)
- 1990 – „Donna con te”/„Donna con te” (Anna Oxa & Kaoma) (singel promo, nie do sprzedaży)
- 1992 – „Mezzo angolo di cielo”/„Mezzo angolo di cielo” (instrumental)
- 1992 – „Jump” (Kris Kross)/„Mezzo angolo di cielo” (Anna Oxa)
- 1993 – „Ancora” (Anna Oxa)/„Bughy” (Vernice)
- 1993 – „Su e giù” (Vernice)/„Prendila così” (Anna Oxa)
- 1996 – „Spot”/ „Padroni del niente”
- 1997 – „Storie”/„Storie” (instrumental)
- 1997 – „Dama” (versión sencillo)/„ Senza di ne” (versión sencillo)/„Donna con te” (versión sencillo) (wyprodukowany i dystrybuowany w Meksyku)
- 1997 – „Medley: Tutti i brividi del mondo, È tutto un attimo, Donna con te” (CD promo)
- 1999 – „Senza pietà”/„Che cosa dire di te”
- 1999 – „Camminando camminando” (z Chayanne; utwór wykonany w 6 wersjach)
- 1999 – „Senza pietà” (Anna Oxa)/„I Still Believe” (Mariah Carey)
- 1999 – „Livin' La Vida Loca” (Ricky Martin)/„Camminando camminando” (italian-spanish edit version) (Anna Oxa & Chayanne)
- 1999 – „Camminando camminando” (Anna Oxa & Chayanne)
- 1999 – „Chissà” (CD promo)
- 1999 – „Camminando camminando” (Anna Oxa & Chayanne) (CD promo)
- 1999 – „Come dirsi ciao”/„Luci e ombre”
- 2001 – „Io sarò con te”/„Controvento”
- 2001 – „Un'emozione da poco” (Radio Edit)/„Un'emozione da poco” (Extended Radio Vrs.)/„Un'emozione da poco” (Original Album Vrs.) (single promo)
- 2001 – „La Panchina e Il New York Times”
- 2001 – „L'eterno movimento”/„Album medley”
- 2003 – „Cambierò”/„La mia coscienza”
- 2003 – „In trattoria” (edit)/„In trattoria” (album version) (Anna Oxa & Fabio Concato)
- 2003 – „In trattoria” (edit)/„In trattoria” (album version) (Anna Oxa & Fabio Concato)[a]
- 2011 – „La mia anima d'uomo”/„’O sole mio”/„In The Sunlight (Dopo La Neve)”